# Szlaki dopaminergiczne
Szlaki dopaminergiczne – szlaki neuronalne w mózgowiu, których neurony przekazują pobudzenie na drodze neurotransmisji dopaminergicznej. Znanych jest osiem szlaków dopaminergicznych, z których najważniejsze cztery to:
- szlak nakrywkowo-mezolimbiczny
- szlak nakrywkowo-mezokortykalny
- szlak nigrostriatalny
- szlak guzkowo-lejkowy (tuberoinfundibularny)